# Septoria pistaciae
Septoria pistaciae är en svampart som beskrevs av Desm. 1842. Septoria pistaciae ingår i släktet Septoria och familjen Mycosphaerellaceae.   Inga underarter finns listade i Catalogue of Life.